# Cricotopus olivetus
Cricotopus olivetus är en tvåvingeart som beskrevs av Boesel 1938. Cricotopus olivetus ingår i släktet Cricotopus och familjen fjädermyggor.
Artens utbredningsområde är Ohio. Inga underarter finns listade i Catalogue of Life.